# Нурі Норак
«Нурі Норак» — таджицький професіональний футбольний клуб з міста Нурек.

## Хронологія назв
- 1966-1969 — «Вахш».
- 1969-1980 — «Енергетик».
- 2009-2012 — «Барк».
- 2013-2014 — «Нурі Норак».

## Історія
За радянських часів виступав в 1966-1970 роках в змаганнях команд майстрів, в інші роки - на рівні колективів фізкультури. Особливих досягнень клуб не має
У незалежному Таджикистані виступав в першій лізі під назвами «Барк» і «Нурі Норак».

## Статистика виступів
| Сезон   | Турнір                                                     | Досягнення   |
| ------- | ---------------------------------------------------------- | ------------ |
| 1965/66 | Кубок СРСР                                                 | 1/512        |
| 1966    | зона «Середня Азія та Казахстан» класу «Б» Чемпіонату СРСР | 18--те місце |
| 1966/67 | Кубок СРСР                                                 | 1/512        |
| 1967    | зона «Середня Азія та Казахстан» класу «Б» Чемпіонату СРСР | 9-те місце   |
| 1967/68 | 4-та зона (Середня Азія) Кубок СРСР                        | 1/1024       |
| 1968    | зона «Середня Азія» класу «Б» Чемпіонату СРСР              | 14-те місце  |
| 1969    | зона «Середня Азія» класу «Б» Чемпіонату СРСР              | 22-ге місце  |
| 1970    | зона «Середня Азія» класу «Б» Чемпіонату СРСР              | 16-те місце  |
| 1980    | Кубок мільйонів                                            | 1/16         |